# Pape-See
Der Pape-See (Papes ezers) ist ein See in Lettland. Er befindet sich 15 km südlich von Liepāja hauptsächlich in der Gemeinde Rucava und zum kleinen Teil in Nīca. Um den See herum befindet sich das Naturschutzgebiet Pape.

## See und Umgebung
Im Naturschutzgebiet Pape leben große Herden wilder Konik-Pferde, Wisente und Heckrinder, letzteres ist eine Abbildzüchtung des ausgestorbenen Auerochsen. Da im Naturschutzgebiet ein menschliches Eingreifen nicht erwünscht ist und das Verhalten der Tiere nicht beeinflusst werden soll, wurde im Park ein gut getarnter Turm errichtet, der als Vogel-Beobachtungsposten genutzt wird. Das Gebiet selbst darf zwar nicht mit dem Auto befahren werden, eine Erkundung zu Fuß, dem Fahrrad oder auch im Boot ist aber gestattet.
Um den Pape-See und dessen Umgebung für Besucher, Wanderer und Naturfreunde zugänglich zu machen, wurden Naturpfade über eine Gesamtlänge von 30 Kilometern angelegt.
Wanderer und Fahrradfahrer können das Wegenetz nutzen, um das Gebiet zu besichtigen. Moderiert werden die Besucher zu einzelnen, sehenswerten Stationen geführt, die sich in regelmäßigen Abständen an den Wanderpfaden befinden. Auch der See selbst kann erkundet werden. Kanufahrten, die im Sommer angeboten werden, sind möglich. Auch Schwimmen und Angeln ist an einigen Stellen gestattet.
Der Turm zur Vogelbeobachtung sowie in der Umgebung liegende Auen, Dünen, Kiefern- bzw. Fichtenhaine und ein Leuchtturm sind beliebte Ausflugsziele.